# Real Girl (canção)
"Real Girl" é o segundo single do álbum solo Real Girl da cantora Mutya Buena. A música foi lançada fisicamente no dia 28 de maio e para downloads no dia 14 do mesmo mês. A música inclui batidas do hit "It Ain't Over 'Til It's Over", do Lenny Kravitz. A música foi produzida pela companhia Full Phatt e escrita por Lenny Kravitz, Niara Scarlett, Matt Ward e Dean Gillard. O single chegou ao 2º lugar nas paradas inglesas. 

## Faixas e formatos
- CD1

1. "Real Girl" — 3:29
2. "Naive" (Live Acoustic) — 3:07

- CD2

1. "Real Girl" (Original Remix) — 3:29
2. "Real Girl" (Moto Blanco Remix) — 3:38
3. "Real Girl" (Primary 1s Real Girls In Another World Edition) — 3:35
4. "Real Girl" (Duncan Powell Remix) — 5:58
5. "Real Girl" (Music Video) — 3:29

## Video Clipe
O vídeo estreou no dia 3 de abril de 2007. Ele tem a Mutya deitada numa cama, escrevendo e olhando um álbum de fotos estilizado (ou scrapbook). Uma das fotos vem a vida, e se vê um close-up da foto. A Mutya aparece tirando algumas fotos com amigos, no que parece ser uma festa. O seu namorado Jay e a sua irmã Dalisay aprecem no clipe. Depois do primeiro refrão, ela aparece apoiada numa mesa cheia de velas, depois ela canta contra uma parede, vestindo um vestido branco. Durante todo o clipe, vários fotos de pessoas aparecem, o que dá a ideia de um scrapbook. Uma, mostra a Mutya usando um colar escrito "Real". Quando o segundo refrão começa, ela sai de um quarto cantando com um vestido preto num hall perto de uma escada. O vídeo acaba mostrando várias fotos de várias pessoas e da Mutya.

## Desempenho nas paradas musicais
| Parada musical (2007)           | Posições |
| ------------------------------- | -------- |
| Austrália - ARIA                | 59       |
| Áustria - Ö3 Austria Top 40     | 46       |
| Chéquia - IFPI                  | 53       |
| Dinamarca - Tracklisten         | 28       |
| Finlândia - Mitä hittiä         | 6        |
| Alemanha - Media Control Charts | 40       |
| Hungria - Rádiós Top 40         | 12       |
| Hungria - Dance Top 40          | 38       |
| Irlanda - IRMA                  | 25       |
| Itália - FIMI                   | 18       |
| Países Baixos - Single Top 100  | 6        |
| Eslováquia - IFPI               | 2        |
| Suíça - Media Control Charts    | 53       |
| Reino Unido - UK Singles Chart  | 2        |